# 218-я стрелковая дивизия (2-го формирования)
218-я стрелковая дивизия — воинское соединение Вооружённых Сил СССР, принимавшее участие в Великой Отечественной войне.

## История дивизии

### Формирование
Сформирована в июне 1943 года на основе 51-й и 165-й стрелковых бригад. Включена в состав 21-го стрелкового корпуса, входившего в 47-ю Армию, относящуюся к Степному военному округу.

### Белгородско-Харьковская наступательная операция
В июле была в составе 47-й Армии была включена в состав Воронежского фронта.
В ходе Белгородско-Харьковской наступательной операции, проводившейся 3–23 августа 1943 г., планировалось, что вся 47-я армия будет оставаться в резерве для задействования на втором этапе наступательной операции. Ее предполагалось использовать для наращивания достигнутых результатов или для парирования возможных контрударов противника.
17 августа дивизия начала наступательные действия в составе 47-й Армии. В ходе первого дня наступления войска 40-й и 47-й армий прорвали оборону противника на 30-километровом фронте (от Верхней Сыроватки до Петровского) и продвинулись на 10-12 км. При этом непосредственно 218-я стрелковая дивизия прорвала оборону противника и овладела ст. Боромля.
18 августа продвижение составило 10-20 км. 19 августа армии удалось выполнить поставленную задачу по перерезанию дороги Ахтырка - Лебедин. К исходу 20 августа Армия подошла к Ахтырке, на следующий день осуществляла охват Ахтырки с запада. Таким образом, 218-я стрелковая дивизия своими действиями в составе 47-й Армии внесла свой вклад в успешное разрешение кризисной ситуации под Ахтыркой.

### Сумско-Прилукская операция
В ходе Сумско-Прилукской операции, проводившейся в конце августа – сентябре 1943 года, дивизия продолжала действовать в составе 47-й армии. Ближайшей задачей армии было участие во вспомогательном ударе с целью перерезания коммуникации Полтава–Киев в дальнейшим выходом по направлению Черкассы и участием в форcировании Днепра.
3 и 4 сентября 218-я стрелковая дивизия занимает с боями ряд населенных пунктов Зиньковского района Полтавской области.
11 сентября дивизия с боями выходит на восточный берег реки Псёл и захватывает плацдарм на западном берегу этой реки.
18 сентября 1943 г. 218 стрелковая дивизия перерезает железную дорогу Бахмач–Кременчуг и вносит большой вклад в освобождение города Ромодан. Приказом ВГК ей присваивается наименование Ромоданской.
20 сентября дивизия овладевает г. Хорол.
21 сентября передовые части 21-го стрелкового корпуса, в составе которого действует дивизия, выходят к Днепру. 667 стрелковый полк первым из состава дивизии форсировал Днепр и прикрывал огнем высадку всей дивизии . За успешное формирование реки Днепр, осуществленное в ночь с 24 на 25 сентября юго-восточнее Канева, командиру 667 полка майору Г.Д. Рашутину было присвоено звание Героя Советского Союза.
Далее 47-я армия была переведена на Букринский плацдарм, находившийся к северу от Канева, где 12 октября было начато наступление с целью прорыва вражеской обороны и обхода Киева с юго-запада. Части 47-й армии имели задачу на второй день наступления  из района Студенец, Бобрица достигнуть рубежа Зеленьки, Емчиха. Однако из-за сильного сопротивления противника ни 47-я армия, ни другие армии Воронежского фронта не добились значимых успехов до 15 октября. Из-за этого Ставка отменила назначенное на 16 октября наступление и потребовала подготовить новую наступательную операцию. Противник сумел организовать прочную, глубоко эшелонированную оборону, из-за чего наступление фронта, предпринятое 21 октября, также не дало значимых результатов.
По приказу Ставки план наступления на Киев был изменен. Было принято решение перенести основные усилия на наступление с Лютежского плацдарма, находящегося к северу от Киева. Туда было переброшено управление 21-го стрелкового корпуса и часть дивизий с Букринского плацдарма, в том числе 218-я стрелковая дивизия, переведенная во фронтовое подчинение 1-го Украинского фронта (переименован из Воронежского фронта).

### Киевская наступательная операция
В ходе Киевской наступательной операции дивизия действовала в составе 21-го стрелкового корпуса, вошедшего в 38-ю армию. 3 ноября Армия осуществила прорыв обороны противника, сосредоточив основные силы на фронте в 6 км. В первый день операции продвижение составило до 7 км. Во второй день прорыв был увеличен ещё на 5-8 км. К исходу 5 ноября удалось перерезать шоссе Киев–Житомир, Киев–Васильков, а также дорогу, ведущую из города на юг вдоль Днепра. В городе начались уличные бои. К утру 6 ноября Киев был полностью очищен от вражеских войск. Непосредственно 218-я стрелковая дивизия освобождает с. Беличи,  пос. Святошино и пересекает шоссе Киев–Житомир.
218-я стрелковая дивизия, как отличившаяся в боях, была удостоена почетного наименования «Киевская».
21-й стрелковый корпус получил задачу по наступлению слева от шоссе Киев–Житомир. Корпус отразил контратаки противника, после чего продолжил наступление, достигнув 9 ноября рубежа Жмуровка, Веприк. Продвижение корпуса составило около 50 км. 12 ноября корпус отражал контратаки противника. В тот же день был освобожден Житомир. На этом наступление 38-й армии было завершено и её войска перешли к обороне. 12 ноября погиб командир дивизии генерал-майор С. Ф. Скляров.

### Киевская оборонительная операция
В начале Киевской оборонительной операции 38-я армия получила задачу обороны на рубеже Житомир–Корнин. 14 ноября проходила перегруппировка, а уже утром 15 ноября противник перешел в контрнаступление. В ходе напряженных боев 21-й корпус противостоял наступающим частям противника. После оставления 19 ноября Житомира частями 60-й армии, корпус вел оборонительные бои на шоссе Житомир–Киев.
30 ноября дивизия была выведена в резерв Ставки ВГК, где находилась до 13 декабря 1943 года. 
Дивизия была сосредоточена для доукомплектования в районе Руденец.
Далее дивизия была включена в состав 121 стрелкового корпуса Белорусского фронта.

### Калинковичско-Мозырская операция
В январе 1944 г. в составе Белорусского фронта участвовала в Калинковичско-Мозырской наступательной операции. 18 января части дивизии с боем освободили м. Озаричи Полесской области. 
После этого в течение полутора месяцев вела тяжелые бои западнее и севернее м. Озаричи. Далее была выведена в Лосиновку Черниговской области для доукомплектования.
С 23 мая до 1 июля 1944 года дивизия занимала оборону в районе Торчин и занималась боевой подготовкой.

### Львовско-Сандомирская операция
В составе 120-го стрелкового корпуса 3-й гвардейской армии дивизия участвовала в действиях 1-го Украинского фронта в Львовско-Сандомирской операции. 13 июля дивизия перешла в наступление и заняла Локачи, 18 июля была форсирована р. Луга. Далее были взяты Усьцилуг и Стыжув. 24 июля дивизия форсировала Западный Буг, после чего начала наступление в сторону Вислы. 30 июля части дивизии форсируют Вислу, занимают остров в районе Басовице, Воловице и ведет там бои до 17 августа. 19-21 августа дивизия вела бои на Сандомирском плацдарме, где овладевает Чернин, Винярки.
Далее дивизия переходит к обороне и держит её с 22 августа 1944 г. до 14 января 1945 г. на Сандомирском плацдарме на рубеже отм. 142.5, Виняры, Винярки, Чернин, Кихаре-Старе.

### Сандомирско-Силезская операция
В начале 1945 г. дивизия действует в составе 22-го стрелкового корпуса, включенного в 6-ю армию 1-го Украинского фронта. 15 января дивизия начинает наступление и с боями овладевает Цмелюв, Островец. 16-18 января дивизия овладевает Вежбник, Скоржиско-Каменна. До конца января дивизия преследует противника а направлении на северо-запад и ведет бои по уничтожению разрозненных групп противника в районах Бокув, Вонгляны, Бялачув, Коло, Щерцовска-Весь, Гута, Фестенберг, Гросс-Хаммер. К окончанию операции, 4 февраля части дивизии сосредоточились на восточном берегу Одера в районе Глейнау, Домбзен, Гросс-Крейдель.

### Нижнесилезская наступательная операция
С началом Нижнесилезской наступательной операции 8 февраля 1945 г. дивизия форсирует реку Одер. 10 февраля боем овладевает г. Лигниц. 11 февраля наступает в юго-восточном направлении на г. Бреслау и ведет бой с танковой дивизией противника в районе Книгниц, Вальштадт. С боями овладевает Хаусдорф, Цизервиц, Кейлендорф.
С 12 по 21 февраля дивизия ведет наступление по направлению к Бреслау, прорывает 3 обвода обороны этого города, овладевает городами Цвейброд, Клетендорф, Бетлерен, Критерн.

### Осада Бреслау
Бреслау не удалось захватить с ходу, поэтому командование 1-го Украинского фронта выделило 6-ю Армию для взятия города. К 18 февраля штаб 6-й Армии подготовило план штурма, который 19 февраля был утвержден И.С. Коневым. В ударную группировку были включены 218-я и 273-я стрелковые дивизии и два полка 309-й стрелковой дивизии. 218-я стрелковая дивизия была укомплектована удовлетворительно относительно других дивизий 6-й Армии, так на 20-е февраля численность дивизии составляла 5036 человек.
При подготовке к наступлению в каждой дивизии ударной группировки для наступления в городских условиях было создано по 3 штурмовых батальона (по одному на полк). В состав штурмового батальона включались: стрелковый батальон, два орудия 152-мм, две ИСУ-152 или два орудия 203-мм, батарея 76-мм орудий, саперные группы разрушения и разграждения, группа ранцевых огнеметчиков, группы снайперов и автоматчиков, группа с трофейными фаустпатронами.
Начиная с 22 февраля дивизия ведет боевые действия уже непосредственно в Бреслау. Дивизия сражается в южной части города. Противник сумел организовать в городе упорное сопротивление, подбирал и совершенствовал тактику обороны. Как и все сражающиеся войска 6-й армии, 218-я дивизия за месяц городских боев понесла чувствительные потери, так её общая численность на 20 марта 1945 г. составляет 3339 человек, численность стрелковых полков – 526-586 человек, средняя численность стрелковых рот – 31 человек. 20 марта вся 6-я армия переходит к обороне, стрелковые батальоны поочередно выводятся в тыл для доукомплектования и подготовки к новому штурму.
25 марта начинается новый штурм Бреслау. 218-я дивизия совместно с 309-й стрелковой дивизией действовала на направлении главного удара, наносившегося с юга в центр города и имела задачу пробиться к центральному вокзалу. Противник оказывал ожесточенное сопротивление, 218-й дивизии в первый день удалось добиться только прорыва в кварталы, находившиеся на линии соприкосновения. На следующий день продвижение дивизии составило несколько десятков метров. В ходе боёв в полосе действия дивизии Красная армия применяла трофейные танкетки-торпеды «Голиаф».
Продолжительный штурм Бреслау с юга постепенно привел к сосредоточению в южной части города значительной части гарнизона и созданию глубоко эшелонированной обороны в городских кварталах. В связи с этим командование 6-й армии приняло решение о переносе направления главного удара с южного направление на западное.
22-й стрелковый корпус, в который входит 218-я стрелковая дивизия, участвовал во вспомогательном ударе начавшегося 31 марта нового наступления.
По результатам боев в Бреслау с 1 марта по 1 апреля 1945 г. 218-я дивизия, участвуя в боях на направлении главного удара, понесла самые высокие в абсолютных значениях потери среди соединений 6-й Армии – 544 человека убитыми, 1839 – ранеными.
12 апреля 1945 года отдается приказ, по которому 218-я стрелковая дивизия выводится из состава 22-го корпуса на юге Бреслау для перегруппировки в полосу 74-го стрелкового корпуса.
18-19 апреля в составе 74-го корпуса дивизия участвует в наступательных действиях теперь уже в западной части города. После перегруппировки новое наступление предпринимается 22 апреля. Задачей корпуса был прорыв в центр Бреслау с запада. 1 мая, после отхода противника за Одер, 218-я дивизия занимает позиции на дамбе на западном берегу Одера. Однако дальнейшее продвижение к центру остается крайне сложным из-за высокой плотности обороны по Одеру.
За апрель 1945 г. дивизия потеряла в городских боях 396 человек убитыми, 1743 ранеными, при этом было получено пополнение в объеме 1267 человек. На 1 мая в состав дивизии входило 3288 человек личного состава.
4 мая, уже после падения Берлина, начинаются переговоры о капитуляции гарнизона Бреслау. Организованная сдача в плен войск гарнизона проводится с 6 по 11 мая. За этот период войска 6-й Армии взяли в плен 44 848 солдат и офицеров противника. 7 мая 1945 г. в Москве проведен салют в честь войск, овладевших Бреслау.
8 мая 1945 года части дивизии были сосредоточены в районе Козель, Пильсниц, Мазельвиц, где начали приводить в порядок личный состав. 18 мая дивизия передислоцирована в район Хаазенау, Шпонсберг, Штризе, Петервиц.

### Расформирование
В соответствии с приказом войскам 6-й армии №00168 от 2 июня 1945 г. дивизия начала проводить мероприятия по подготовке к расформированию. В июне часть техники и личного состава передаются 4-й Гвардейской Армии и в 80-ю и 40-ю Гвардейские стрелковые дивизии.

## Полное название
218 стрелковая Ромоданско-Киевская ордена Ленина Краснознаменная ордена Суворова дивизия

## Состав
- 372-й стрелковый полк
- 658-й стрелковый полк
- 667-й стрелковый полк
- 663-й артиллерийский полк
- 44-й отдельный истребительно-противотанковый дивизион
- 487-я разведывательная рота
- 388-й сапёрный батальон
- 591-й отдельный батальон связи (1454 отдельная рота связи)
- 368-й медико-санитарный батальон
- 85-я отдельная рота химзащиты
- 513-я автотранспортная рота
- 328-я полевая хлебопекарня
- 83-й дивизионный ветеринарный лазарет
- 2192-я полевая почтовая станция
- 525-я полевая касса Госбанка[1]

## Командиры
- Клюшников Павел Трифонович (20.06.1943 — 14.08.1943), полковник
- Долганов Дмитрий Никифорович (15.08.1943 — 26.08.1943), полковник
- Скляров Сергей Фёдорович (27.08.1943 — 12.11.1943), полковник, с 29.10.1943 генерал-майор
- Мезенев Николай Николаевич (13.11.1943 — 30.01.1944), полковник
- Баклаков Василий Ильич (31.01.1944 — 31.07.1944), полковник
- Синькин Дмитрий Павлович (01.08.1944 — 22.08.1944), полковник
- Ерошенко Петр Савельевич (23.08.1944 — 09.05.1945), полковник[52]

## Награды и наименования
| Награда (наименование)              | Дата                  | За что награждена |
| ----------------------------------- | --------------------- | --- |
| Почетное наименование «Ромоданская» | 19 сентября 1943 года | Присвоено приказом Верховного Главного Командования от 19 сентября 1943 года за овладение городом Ромодан |
| Почетное наименование «Киевская»    | 6 ноября 1943 года    | Присвоено приказом Верховного Гланокомандующего от 6 ноября 1943 года за успешные боевые действия по овладению городом Киев |
| Орден Красного Знамени              | 13 ноября 1943 года   | Награждена указом Президиума Верховного Совета СССР от 13 ноября 1943 года за преследование немцев западнее города Киев и овладение городом Житомир |
| Орден Суворова 2 степени            | 5 апреля 1945 года    | Награждена указом Президиума Верховного Совета СССР от 5 апреля 1945 года за образцовое выполнение заданий командования в боях с немецкими захватчиками при формировании р. Одер северо-западнее города Бреслау и проявленные при этом доблесть и мужество |
| Орден Ленина                        | 4 июня 1945 года      | Награждена указом Президиума Верховного Совета СССР от 4 июня 1945 года за образцовое выполнение заданий командования в боях с немецкими захватчиками при овладении города Бреславль (Браслау) и проявленные при этом доблесть и мужество                  |

Награды и почетные наименования также имели входившие в состав дивизии:
- 372-й стрелковый Владимиро-Волынский полк
- 44-й отдельный истребительно-противотанковый Ордена Александра Невского дивизион
- 388-й сапёрный Ордена Красной Звезды батальон[54]

## Отличившиеся воины дивизии
| Награда | Ф. И. О.                           | Должность                                             | Звание            | Дата награждения |
| ------- | ---------------------------------- | ----------------------------------------------------- | ----------------- | ---------------- |
|         | Абилов, Анатолий Абилович          | Командир 372-го стрелкового полка                     | Подполковник      | 05.05.1990       |
|         | Андреев, Василий Алексеевич        | Командир взвода разведки 667-го стрелкового полка     | Лейтенант         | 03.06.1944       |
|         | Бабий, Василий Васильевич          | Командир батареи 663-го артиллерийского полка         | Старший лейтенант | 03.06.1944       |
|         | Баклаков, Василий Ильич            | Командир дивизии                                      | Полковник         | 23.09.1944       |
|         | Бахтин, Семён Алексеевич           | Командир роты 667-го стрелкового полка                | Младший лейтенант | 03.06.1944       |
|         | Белов, Алексей Ефимович            | Старший адъютант батальона 667-го стрелкового полка   | Старший лейтенант | 03.06.1944       |
|         | Гайнулин, Иван Ефимович            | Командир орудия 667-го стрелкового полка              | Старший сержант   | 27.06.1945       |
|         | Горбань, Игнат Петрович            | Стрелок 487-й разведывательной роты                   | Рядовой           | 03.06.1944       |
|         | Жуковский, Николай Фёдорович       | Командир взвода радиосвязи 667-го стрелкового полка   | Лейтенант         | 03.06.1944       |
|         | Калиманов, Иван Еремеевич          | Пулеметчик 658-го стрелкового полка                   | Рядовой           | 03.06.1944       |
|         | Кошелев, Иван Сергеевич            | Автоматчик 667-го стрелкового полка                   | Рядовой           | 03.06.1944       |
|         | Крайнев, Николай Степанович        | Стрелок 667-го стрелкового полка                      | Рядовой           | 10.04.1945       |
|         | Крашенинников, Иван Федотович      | Стрелок 667-го стрелкового полка                      | Рядовой           | 03.06.1944       |
|         | Лиморенко, Александр Парамонович   | Командир орудия 372-го стрелкового полка              | Сержант           | 03.06.1944       |
|         | Лозуненко, Алексей Андреевич       | Стрелок 487-й разведывательной роты                   | Ефрейтор          | 03.06.1944       |
|         | Масленников, Пётр Владимирович     | Командир взвода 667-го стрелкового полка              | Младший лейтенант | 03.06.1944       |
|         | Миролюбов, Василий Алексеевич      | Разведчик 487-й разведывательной роты                 | Рядовой           | 03.06.1944       |
|         | Можаев, Николай Васильевич         | Командир батальона 372-го стрелкового полка           | Капитан           | 03.06.1944       |
|         | Рашутин, Григорий Дмитриевич       | Командир 667-го стрелкового полка                     | Майор             | 25.10.1943       |
|         | Ротенко, Андрей Иванович           | Стрелок 487-й разведывательной роты                   | Рядовой           | 03.06.1944       |
|         | Садриев, Самат Салахович           | Командир отделения 667-го стрелкового полка           | Сержант           | 03.06.1944       |
|         | Самсонова, Зинаида Александровна   | Санинструктор 667-го стрелкового полка                | Старший сержант   | 03.06.1944       |
|         | Ситник, Григорий Степанович        | Командир минометного взвода 667-го стрелкового полка  | Лейтенант         | 03.06.1944       |
|         | Сорокин, Сергей Максимович         | Комсорг батальона 667-го стрелкового полка            | Младший лейтенант | 03.06.1944       |
|         | Соснов, Алексей Андреевич          | Наводчик орудия 372-го стрелкового полка              | Рядовой           | 03.06.1944       |
|         | Тешебаев, Мамасалы                 | Наводчик орудия 667-го стрелкового полка              | Рядовой           | 03.06.1944       |
|         | Томжевский, Валентин Станиславович | Командир миномётного взвода 667-го стрелкового полка  | Старший лейтенант | 03.06.1944       |
|         | Усилов, Иван Александрович         | Командир взвода 388-го отдельного сапёрного батальона | Младший лейтенант | 03.06.1944       |
|         | Филимонов, Иван Максимович         | Командир батальона 667-го стрелкового полка           | Капитан           | 25.10.1943       |
|         | Фоминых, Николай Фёдорович         | Стрелок 372-го стрелкового полка                      | Рядовой           | 03.06.1944       |
|         | Хорьков, Михаил Гаврилович         | Сапер 388-го отдельного сапёрного батальона           | Рядовой           | 03.06.1944       |
|         | Христенко, Егор Иванович           | Автоматчик 667-го стрелкового полка                   | Рядовой           | 03.06.1944       |